# Spitalul Mizericordienilor din Timișoara

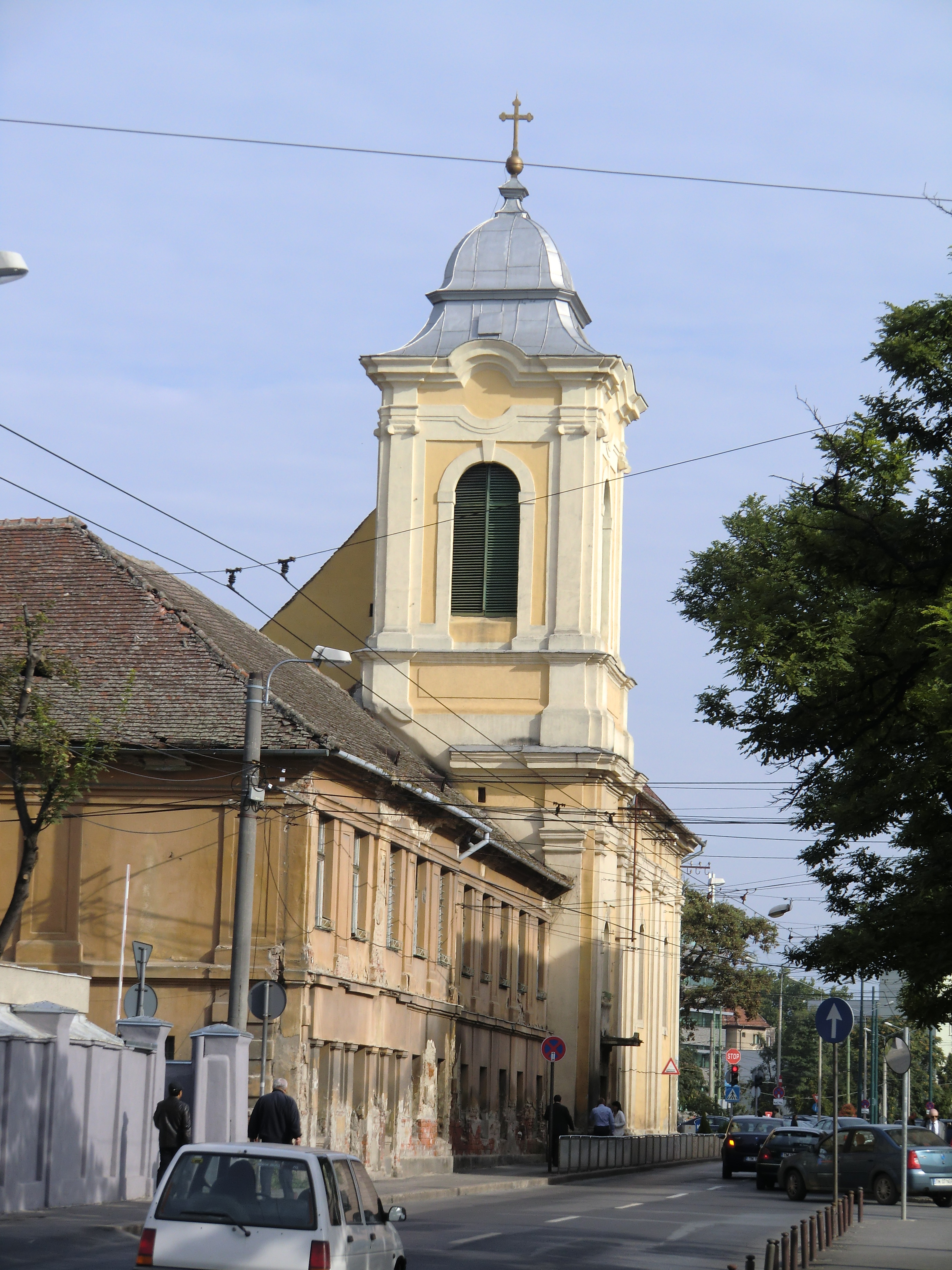
Clinica de Oftalmologie în 2010

Spitalul Mizericordienilor, în prezent Clinica de Oftalmologie, este cel mai vechi spital din Timișoara. A fost înființat la 5 aprilie 1724. Clădirea monument istoric, sub cod LMI TM-II-m-A-06164.02, constituie corp comun cu Biserica Mizericordienilor.

## Istoric
În data de 5 aprilie 1724 franscanii din oraș au înființat o asociație a sfântului Ioan Nepomuk. Această asociație a început în anul 1735 construcția primului spital din Timișoara. Piatra fundamentală a spitalului a fost pusă de episcopul Franz Anton Engl. Pe piatra fundamentală a fost așezată o inscripție în limba latină, care consemnează faptul că așezământul este unul dedicat scopurilor caritabile.
În data de 1 noiembrie 1737 președintele Banatului Johann Andreas von Hamilton, care a fost și președintele frăției sfântului Ioan Nepomuk, a dat noul spital în folosința ordinului mizericordian. Cu acordul împăratului Carol al VI-lea au fost transferați la Timișoara șase călugări mizericordieni, sub conducerea vicarului Paulinus Temele. Tot ei au deschis și prima farmacie a orașului, numită „Zum Granatapfel“, în partea dreaptă a clădirii. Pe locul primei farmacii a fost construită între anii 1748-1757 Biserica Mizericordienilor, cu ajutorul financiar al împărătesei Maria Terezia a Austriei.
În timpul epidemiei de ciumă din 1738–1739 călugării i-au îngrijit cu devotament pe bolnavi, iar patru călugări au murit ei înșiși de ciumă.
În timpul revoluției de la 1848/1849, în noaptea de 6 spre 7 iulie 1849, atât spitalul, cât și biserica mizericordienilor au ars până în temelii. În 1851 ambele clădiri au fost reconstruite în forma lor actuală.